# 高間みずべ公園
甲賀市高間みずべ公園（こうかしたかまみずべこうえん）は、滋賀県甲賀市にある公園である。甲賀市が所有し、運営管理をしている。

## 概要
砂防学習を目的に作られた青野川上流にある公園で、堰堤や雨体験機（使用中止）等がある。
ウォータースライダー「なめら滝」が人気で、多くの子どもたちが水遊びを楽しんでいる。
開園期間は4月1日から11月30日である。

## 施設
- 管理棟：有料施設（予約が必要）
  - 研修室：5.8ｍ×3.8ｍ[1]
- 炊事棟
  - 手洗い場・調理スペース
- 芝広場
- 東屋
- キャンプ場
  - テントサイト22区画：約５ｍ×５ｍ（有料施設：予約が必要）[1]
- ウォータースライダー：毎年夏休み前の7月中旬頃までに清掃を実施[1]

## アクセス
- 自動車（詳細地図）
  - 新名神高速道路・土山インターチェンジから20分
  - 名阪国道・上柘植インターチェンジから15分